# Gabor Somorjai
Gábor A. Somorjai, född 4 maj 1935 i Budapest, död 7 juli 2025, var en ungersk-amerikansk kemist.
Somorjai föddes som son till judiska föräldrar, och var en av de som 1944 klarade sig undan Förintelsen genom att hans mor lyckades få ett svenskt skyddspass för sig och sina två barn inom den verksamhet som Raoul Wallenberg bedrev. Somorjai studerade kemiteknik i Budapest och tog motsvarande kandidatexamen 1956. Samma år deltog han i Ungernrevolten. Efter den sovjetiska invasionen lämnade han Ungern och flyttade till USA, där han tillsammans med flera andra exilungrare fortsatte sina studier vid University of California, Berkeley. Han blev Ph.D. vid Berkeley 1960. Efter att ha varit forskare vid IBM återvände Somorjai till Berkeley där han blev fullvärdig professor 1972.
Somorjais forskningsområde var ytkemi.
Somorjai invaldes i The National Academy of Sciences 1979, i American Association for the Advancement of Science 1982 och i American Academy of Arts and Sciences 1983. Han tilldelades Wolfpriset i kemi 1998 (tillsammans med Gerhard Ertl) och National Medal of Science 2002. Han promoverades till hedersdoktor vid Kungliga Tekniska högskolan 2000.